# خانه مرد سلطانی
خانه مرد سلطانی مربوط به دوره قاجار است و در دزفول، محله میاندره واقع شده و این اثر در تاریخ ۱۷ اسفند ۱۳۸۱ با شمارهٔ ثبت ۷۹۰۶ به‌عنوان یکی از آثار ملی ایران به ثبت رسیده است.